# Alberta Santuccio
Alberta Santuccio (Catania, 22 ottobre 1994) è una schermitrice italiana, specializzata nella spada. Ha vinto la medaglia di bronzo a squadre ai Giochi olimpici di Tokyo 2020 e la medaglia d'oro a squadre ai Giochi olimpici di Parigi 2024.

## Biografia
Inizia a fare scherma all'età di 9 anni e cresce e matura ad Acireale con il maestro Domenico Patti con cui vince sette titoli italiani giovanili, un mondiale under 17 e due europei under 17. Entrata nel gruppo sportivo delle Fiamme Oro nel 2011. Il 27 luglio 2021 nella gara a squadre di Tokyo 2021, insieme a Rossella Fiamingo, Mara Navarria e Federica Isola, elimina ai quarti la selezione del Comitato olimpico russo, ma in semifinale viene sconfitta dalle estoni future campionesse olimpiche. Nella finale le italiane sconfiggono per 23 a 21 la Cina vincendo la medaglia di bronzo, la prima per l'Italia dall'Argento di Atlanta 1996, quando la disciplina ha fatto la sua comparsa ai Giochi olimpici.
Nel giugno 2022 ha vinto la medaglia d'argento nella spada a squadre agli Europei di Antalya, risultato bissato un mese dopo ai Mondiali di Il Cairo entrambe le volte insieme a Fiamingo, Navarria e Isola.
Il 29 giugno 2023 ai Giochi europei di Cracovia vince la medaglia di bronzo sconfiggendo la Svizzera nellperdea finalina.
Il 24 luglio successivo ai Mondiali di Milano vince la medaglia d'argento perdendo la finale contro la francese Marie-Florence Candassamy.
Quattro giorni dopo, insieme a Navarria, Fiamigo e Isola,  anche la finale a squadre contro la Polonia per 32 a 28 e vince la Medaglia d'argento.
Nel 2024, agli europei di Basilea, viene sconfitta in semifinale dalla campionessa olimpica Irina Embrich vincendo il bronzo ma, insieme ancora a Navarria, Fiamingo e Giulia Rizzi, si impone nella gara a squadre vincendo l'oro.
Ai Giochi olimpici di Parigi 2024, nella gara individuale, viene eliminata al minuto supplementare dei ai quarti di finale dall'estone Nelli Differt. Vince poi però la medaglia d'oro nella gara a squadre, assieme alle compagne Rossella Fiamingo, Giulia Rizzi e Mara Navarria.

## Palmarès

### Risultati élite
In carriera ha ottenuto i seguenti risultati:
Giochi olimpici
Individuale
A squadre
- Oro nella spada a Parigi 2024
- Bronzo nella spada a Tokyo 2020

Mondiali
Individuale
- Argento nella spada a Milano 2023

A squadre
- Argento nella spada a Il Cairo 2022
- Argento nella spada a Milano 2023

Europei
Individuale
- Bronzo nella spada a Basilea 2024
- Bronzo nella spada a Genova 2025

A squadre
- Oro nella spada a Basilea 2024
- Argento nella spada ad Adalia 2022
- Bronzo nella spada a Genova 2025

Giochi europei
Individuale
A squadre
- Bronzo nella spada a Baku 2015
- Bronzo nella spada a Cracovia 2023

Campionati italiani
Individuale
- Argento nella spada a Gorizia 2017
- Argento nella spada ad Courmayeur 2022
- Argento nella spada a Cagliari 2024
- Bronzo nella spada a Cassino 2021
- Bronzo nella spada a Piacenza 2025

A squadre
- Oro nella spada a Roma 2016
- Oro nella spada a Gorizia 2017
- Oro nella spada a Milano 2018
- Oro nella spada a Palermo 2019
- Oro nella spada ad Courmayeur 2022
- Oro nella spada a Piacenza 2025
- Argento nella spada a La Spezia 2023
- Bronzo nella spada a Cassino 2021

### Risultati giovani
Giochi olimpici giovanili
Individuale
- Argento nella spada a Singapore 2010

A squadre
- Oro nella competizione mista a Singapore 2010[4].

Mondiali giovani
Individuale
A squadre
- Bronzo nella spada a Mar Morto 2011
- Bronzo nella spada a Parenzo 2013

Mondiali cadetti
Individuale
- Oro nella spada a Baku 2010
- Bronzo nella spada a Mar Morto 2011

Europei Under-23
Individuale
A squadre
- Oro nella spada a Vicenza 2015

Europei giovani
Individuale
- Bronzo nella spada a Parenzo 2012

A squadre
- Oro nella spada a Lobnja 2010
- Oro nella spada a Parenzo 2012
- Argento nella spada a Gerusalemme 2014

Europei cadetti
Individuale
- Oro nella spada ad Atene 2010
- Oro nella spada a Klagenfurt 2011

A squadre
- Oro nella spada a Klagenfurt 2011
- Bronzo nella spada ad Atene 2010